# Филлипс, Лесли
Ле́сли Сэ́мюэль Фи́ллипс (англ. Leslie Samuel Phillips; 20 апреля 1924 — 7 ноября 2022) — английский актёр.

## Биография
Родился в Тоттенхэме, Северном Лондоне, в Англии, в семье Сиселии Маргарет и Фредерика Сэмюэля Филлипс. Загрязнённый воздух фабрики дал осложнение на сердце и вызвал отёк, что привело к смерти отца в возрасте 44 лет. В 1931 году семья переехала в Чингфорд, (район Лондона), где Филлипс учился в начальной школе Ларксвуд.
Мать решила отправить Лесли на учёбу ораторскому искусству в Академию театральных искусств Италии Конти для того, чтобы исправить акцент. Этот шаг оказался верным, и уже в возрасте 14 лет Лесли стал основным кормильцем семьи, зарабатывая на жизнь актёрской работой.

## Карьера
Лесли снимался в кино с 1938 года. Он озвучил Распределяющую шляпу в 3-х фильмах о Гарри Поттере (в первых двух и в последнем фильмах). Также являлся кинопродюсером.

## Фильмография
- 1940 — Багдадский вор — беспризорник
- 1951 — Бассейн в Лондоне — Гарри
- 1959 — Холмы гнева — Рэй Тейлор
- 1963 — Самый длинный день — офицер Мак
- 1985 — Из Африки — сэр Йозеф
- 1987 — Империя солнца — Макстон
- 1989 — Скандал — лорд Билл Астор
- 1990 — Лунные горы — Арунделл
- 1991 — Король Ральф — Гордон
- 1993 — Лавджой — майор Эдди Турпин
- 1996 — Байки из склепа — Майкрофт Амберсон
- 1996 — Чисто английское убийство — Проф
- 1997 — Шакал — Вулбертон
- 2000 — Спасите Грейс — Викар
- 2001 — Лара Крофт: Расхитительница гробниц — Уилсон
- 2001 — Гарри Поттер и философский камень — Распределяющая шляпа (озвучивание)
- 2002 — Гарри Поттер и Тайная комната — Распределяющая шляпа (озвучивание)
- 2002 — Гром в штанах — судья
- 2003 — Чисто английское убийство — Годфри Тил
- 2004 — Миллионы — камео
- 2004 — Черчилль идёт на войну — лорд Вруфф
- 2004 — Быть Стэнли Кубриком — Фредди
- 2006 — Мисс Марпл Агаты Кристи — сэр Филип Старк
- 2007 — Венера — Ян, бывший актёр
- 2009 — Есть здесь кто-нибудь? — Рег
- 2011 — Гарри Поттер и Дары Смерти: часть 2 — Распределяющая шляпа (озвучивание)

## Награды
- Британская академия, 2007 год — номинация за лучшую мужскую роль второго плана («Венера»)
- Офицер (степень звания) ордена Британской империи в 1998 году и был повышен до командора ордена Британской империи в 2008 году[2].

## Личная жизнь
Лесли развёлся со своей первой женой и матерью своих четверых детей, Роджера, Эндрю, Клодии и Кэролайн, — Пенелопой Бартли.
Его вторая жена и мать сына Дэниела, Анджела Скулар, покончила жизнь самоубийством в 2011 году.
Филлипс перенёс два инсульта с разницей в шесть месяцев в возрасте 90 лет. После продолжительной болезни он умер во сне в своём доме в Лондоне 7 ноября 2022 года в возрасте 98 лет.